# برتکوو
برتکوو (به آلمانی: Bertkow) یک منطقهٔ مسکونی در آلمان است که در گولدبک واقع شده‌است. برتکوو ۳۱۹ نفر جمعیت دارد.